# Parodia crassigibba

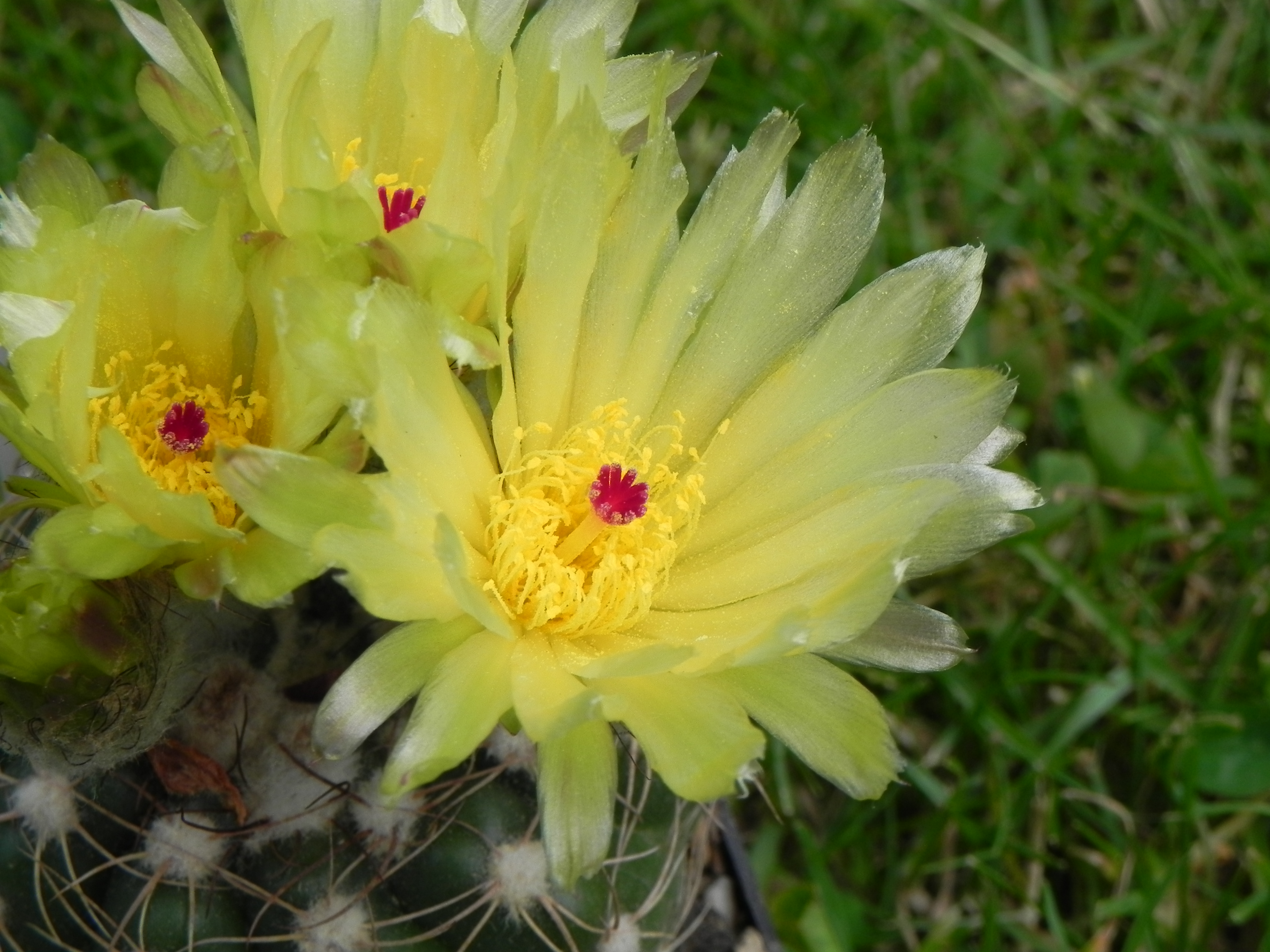
Blüten von Parodia crassigibba

Parodia crassigibba ist eine Pflanzenart aus der Gattung Parodia in der Familie der Kakteengewächse (Cactaceae). Das Artepitheton crassigibba leitet sich von den lateinischen Worten crassus für ‚dick‘ sowie gibba für ‚Wölbung‘ ab und verweist auf die aufgewölbten Höcker der Art.

## Beschreibung
Parodia crassigibba wächst einzeln. Die glänzend dunkelgrünen, niedergedrückt kugelförmigen Triebe erreichen Durchmesser von 4 bis 17 Zentimeter. Sie besitzen einen unbedornten Triebscheitel. Die zehn bis 15 niedrigen und gerundeten Rippen sind mit breiten, kinnartigen Höckern besetzt. Die zwischen den Höckern befindlichen Areolen sind weiß. Die etwas gebogenen Dornen liegen mehrheitlich an der Trieboberfläche an. Sie sind weiß bis grau oder hellbraun gefärbt. Die Dornen weisen eine Länge von 0,5 bis 3 Zentimeter auf. Die Dornen gliedern sich in bis zu einen Mitteldorn und sechs bis 14 Randdornen.
Die Blüten erreichen Längen von 4,5 bis 6 Zentimeter und ebensolche Durchmesser. Die Blütenfarbe ist sehr unterschiedlich. Sie ist weiß bis gelb oder rötlich purpurfarben. Ihr Perikarpell ist stark bewollt und mit nur wenigen Borsten bedeckt. Die Narbe ist dunkelpurpurfarben. Die grünen tönnchenförmigen Früchte sind angeschwollen und mit weißer Wolle und gelben Borsten besetzt. Sie sind bis zu 1,5 Zentimeter lang. Die Früchte enthalten halbkugelförmige, trübschwarze Samen, deren vorstehendes Hilum korkig ist.

## Verbreitung, Systematik und Gefährdung
Parodia crassigibba ist im brasilianischen Bundesstaat Rio Grande do Sul verbreitet.
Die Erstbeschreibung als Notocactus crassigibbus durch Friedrich Ritter wurde 1970 veröffentlicht. Nigel Paul Taylor stellte die Art 1987 in die Gattung Parodia. Ein nomenklatorisches Synonym ist Ritterocactus crassigibbus (F.Ritter) Doweld (1999).
In der Roten Liste gefährdeter Arten der IUCN wird die Art als „Critically Endangered (CR)“, d. h. als vom Aussterben bedroht geführt.

## Nachweise